# Mads Larsen
 Der er flere personer med dette navn, se Mads Larsen (flertydig).
Mads Larsen, også kaldet Golden Boy, (født 9. februar 1973 i Mårslet) er en tidligere dansk professionel bokser.
Han debuterede som professionel i 1993, som "undercard" til et stævne der inkluderede navne som "Super" Brian Nielsen og Bredahl-brødrene, hvor han vandt sin debut på knockout over briten Martin Jolley i 4. omgang. Efter fire år som professionel og 18 kampe, med sejre i de 17, fik han sin første titelkamp, en kamp om det ledige IBO-verdensmesterskab. Denne kamp var mod amerikaneren Shannon Landberg, en kamp som Mads Larsen vandt på Knockout i 4. omgang. 
Han vandt sine næste ti kampe i træk, deriblandt tre vellykkede forsvar af sin IBO-titel, hvilket gav ham endnu en titelkamp. Denne gang mod den sydafrikanske tidligere WBC verdensmester og nuværende WBF verdensmester, Thulani "Sugar boy" Malinga, og kampen boksedes i Falkoner centret på Frederiksberg i København. Mads Larsens IBO-mesterskab var på spil i denne kamp, og han tog begge bælter med en knockoutsejr i 10. omgang. Efter denne triumf var Mads Larsen svær at besejre, og de næste 4 år vandt han samtlige 15 boksekampe, deriblandt et forsvar af sin WBF titel. Dette skaffede ham en titelkamp mod tyskeren Sven Ottke, den regerende verdensmester hos de to store forbund WBA og IBF, en kamp der skulle bokses på Ottkes hjemmebane i Tyskland. Mads Larsen tabte denne kamp meget knebent og kontroversielt på point, og en del journalister mente Larsen blev bortdømt og at han i virkeligheden skulle have vundet den kamp. 
Larsen fik dog en smule oprejsning, da han mindre en en måned efter nederlaget til Ottke igen tog til Tyskland for at bokse en titelkamp, denne gang EBU-titlen mod tyskeren Danilo Haussler. Larsen udboksede tyskeren og vandt en klokkeklar pointsejr, som gjorde ham til EBU-Europamester. Efter denne kamp fik Larsen igen chancen for en titelkamp hos et af de store forbund, nemlig kampen om WBA-titlen, som efter Ottkes tilbagetrækning fra bokseverdenen, nu indehavedes af Manny Siaca Jr.. Larsen blev dog skadet under træningen til denne kamp, og da hans promotor og manager Mogens Palle i stedet for at søge om en udsættelse gav kampen til en anden af sine boksere, nemlig Mikkel Kessler, førte det til at Mads Larsen efter et forlig opsagde sin kontrakt med Mogens Palle og blev fritstillet. Kampen mod Haussler blev derfor Mads Larsens sidste i lidt over 3 år. 
Genkomsten til ringen kom efter at han skrev under med Team Sauerland, en tysk boksepromotervirksomhed. Hans første kamp for sine nye tyske promotorer, var en kamp i Guadalajara, Spanien, mod russeren Vasily Adriyanov. Efter 8 tætte omgange vandt Mads Larsen sin comebackkamp på point, derefter fulgte to kampe mere, begge i Tyskland, hvor Larsen vandt begge på point. Med disse 3 sejre, var Mads Larsen igen begyndt at figurere højt på de forskellige rangeringslister, og snakken om titelkampe begyndte igen at lyde omkring ham. Mads Larsen gjorde selv hvad han skulle for at få det til at ske, ved også at vinde sin næste kamp, mod Emiliano Cayetano, igen en pointsejr. Efter denne sejr blev planerne om en titelkamp konkrete, og Mads Larsen, skulle have indvilliget mundtligt i at tage en kamp mod IBF- verdensmesteren, rumæneren Lucian Bute, men ombestemte sig og ville hellere have en kamp mod landsmanden Mikkel Kessler. En kamp mod Kessler kommer dog aldrig på tale og i stedet boksede han en kamp som "undercard" til et Nikolaj Valujev-stævne, som han dog vandt på point. 
Mads Larsen boksede herefter kamp den 20. december 2008, hvor han for første gang efter sit comeback stoppede sin modstander før tid, med en teknisk knockout i 7. runde over Roberto Cocco. Mads Larsens kontrakt med Team Sauerland blev herefter ikke fornyet ved udløbet af julen 2009. Han opnåede dog en titelkamp om sin egen tidligere titel, nemlig EBU-Europamesterskabet mod briten Brian Magee. Siden dette kom frem har Team Sauerland dog forsøgt at obstruere kampen, således at promoter Hans Henrik Palm som havde vundet pursen til kampen, måtte sende den til purse igen. Kampen blev dog bokset i Aarhus den 30. Januar 2010, hvor Magee stoppede Larsen i 7. omgang. 
Efter kampen viste en A- og en B-prøve, at Mads Larsen havde været dopet, og Mads Larsen risikerede derfor en udelukkelse fra professionel boksning i 2 år.  Mads Larsen selv nægtede sig skyldig, men blev af Dansk Professionelt Bokseforbund idømt en bøde for indtagelse af ulovlige stoffer. Larsen blev imidlertid ikke udelukket fra boksning. 
I 1998 medvirkede Mads Larsen i filmen Motello.

## Mads Larsens professionele rekord
| Total record: 55 kampe, 51 sejre (38 KO), 4 Tabte, 0 Uafgjorte 51-4-0 |                       |                    |    |             |                                                              |                                 |
| Res.                                                                  | Modstander            | Type               | Rd | Dato        | Sted                                                         | Noter                           |
| Nederlag                                                              | Luke Blackledge       | TKO                | 4  | Jun 02 2012 | Messecenter Herning, Herning, Danmark                        |                                 |
| Nederlag                                                              | Brian Magee           | TKO                | 7  | Jan 30 2010 | NRGi Arena, Aarhus, Danmark                                  | Mads Larsen missede EBU-titlen. |
| Sejr                                                                  | Roberto Cocco         | TKO                | 7  | Dec 12 2008 | Hallenstadion, Zürich, Schweiz                               |                                 |
| Sejr                                                                  | Ross Thompson         | Unanimous decision | 8  | Mar 29 2008 | Sparkassen-Arena, Kiel, Slesvig-Holsten, Tyskland            |                                 |
| Sejr                                                                  | Emiliano Cayetano     | Unanimous decision | 8  | Okt 27 2007 | Messehalle, Erfurt, Thüringen, Tyskland                      |                                 |
| Sejr                                                                  | Hader Hamdan          | Unanimous decision | 8  | Aug 18 2007 | Max Schmeling Halle, Prenzlauer Berg, Berlin, Tyskland       |                                 |
| Sejr                                                                  | Hector Javier Velazco | Unanimous decision | 8  | Jun 23 2007 | Stadthalle, Zwickau, Sachsen, Tyskland                       |                                 |
| Sejr                                                                  | Vasily Andriyanov     | Unanimous decision | 8  | Aug 18 2007 | Pabellón San José, Guadalajara, Castilien-La Mancha, Spanien |                                 |
| Sejr                                                                  | Danilo Häussler       | Unanimous decision | 12 | Okt 04 2003 | Stadthalle, Zwickau, Sachsen, Tyskland                       |                                 |
| Nederlag                                                              | Sven Ottke            | majority decision  | 12 | Sep 06 2003 | Messehalle, Erfurt, Thüringen, Tyskland                      |                                 |